# Hypostomus laplatae
Hypostomus laplatae är en fiskart som först beskrevs av Eigenmann, 1907.  Hypostomus laplatae ingår i släktet Hypostomus och familjen Loricariidae. Inga underarter finns listade i Catalogue of Life.